# Witter (Arkansas)
Witter ist eine Unincorporated Community im Madison County, Arkansas in den Vereinigten Staaten. Die am Arkansas Highway 23, rund 18 km südsüdöstlich von Huntsville im Tal des War Eagle Creek gelegene Ortschaft verfügt über ein Postamt mit dem ZIP-Code 72776.

## Geographie
Die Ortschaft liegt an der Ostseite eines grob in Nord-Süd-Richtung verlaufenden Tals. Der Ort liegt im Einzugsgebiet des Beaver Reservoirs und damit des Mississippi River und derzeit im 3. Kongresswahlbezirk von Arkansas. Der nicht ständig wasserführende Kecks Creek mündet von Osten her wenig entfernt südlich des Ortes orographisch rechts in den War Eagle Creek.

## Belege
1. ↑  Beaver Reservoir Watershed -- 11010001 watershed profile. Environmental Pollution Agency, abgerufen am 5. November 2014 (englisch).